# بش‌بلاغ (کشک‌دریا)
بش‌بلاغ (به ازبکی: Beshbuloq) یک منطقهٔ مسکونی در ازبکستان است که در شهرستان دهقان‌آباد واقع شده‌است. بش‌بلاغ ۲٬۴۴۵ نفر جمعیت دارد.